# Hockey sur glace Dunkerque
Le Hockey sur glace Dunkerque, couramment appelé Corsaires de Dunkerque, est un club de hockey sur glace basé à Dunkerque en France qui évolue au deuxième niveau national français (D1).

## Historique

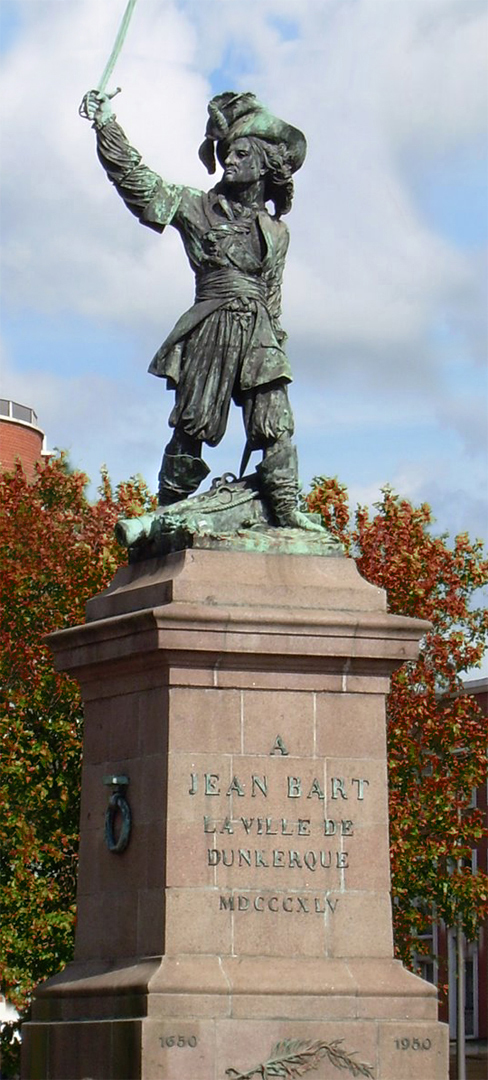
Statue de Jean Bart à Dunkerque.

Le club du Hockey sur glace Dunkerque a été créé 1970.
Le surnom de Corsaire est un hommage à Jean Bart célèbre pour ses exploits au service de la France durant les guerres de Louis XIV.
Le club évolue à la patinoire Michel Raffoux du nom de son ancien président.

### Découverte de l'élite 1992
Les Corsaires de Dunkerque évoluent en élite dans le championnat de Nationale 1 lors des saisons 1992-1993 et 1993-1994 puis les saisons 2002-2003 et 2003-2004 en Super 16 puis en 2004-2005 sous l’appellation actuelle de Ligue Magnus.

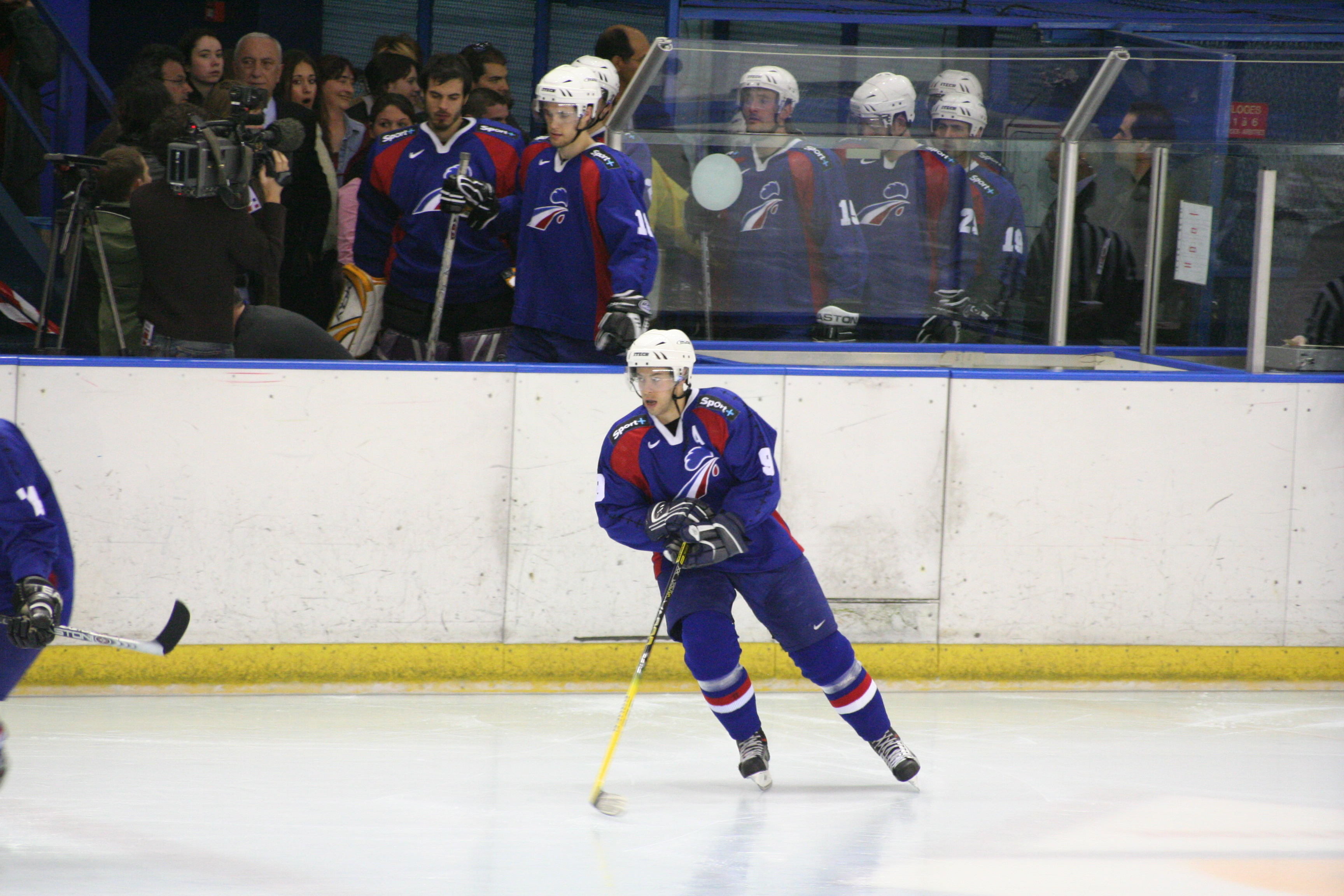
Maurice Rozenthal (1992-1994 et 2011-2013.)
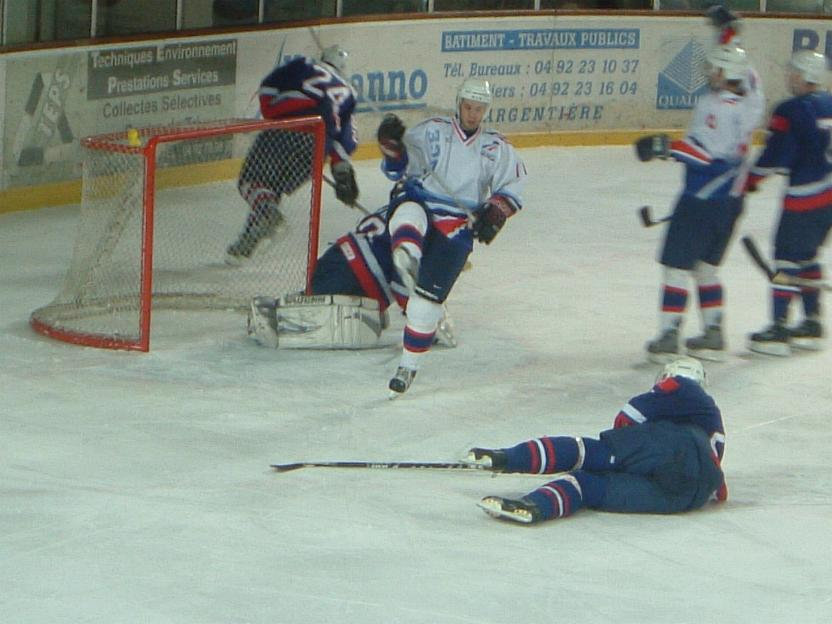
François Rozenthal (1992-1994 et 2009-2013.)

### Champion de France de D2 2011
Relégués en D2 à l'issue de la saison 2006-2007, les Corsaires évoluent à nouveau en D1 en 2011-2012.
En saison 2010-2011 les Corsaires terminent à la deuxième place à l'issue de la saison régulière. Ils battent ensuite successivement pendant les play-offs les Comètes de Meudon, les Galaxians d'Amnéville, et les Dogs de Cholet avant de rencontrer en finale les Lions de Lyon. Vainqueurs chez eux 6-4, les Corsaires se sont également imposés à la patinoire Charlemagne 5-4 face aux Lyonnais et deviennent donc champions de France de division D2 pour la première fois de leur histoire. Pour leur retour en D1, les Corsaires se sauvent à la dernière journée grâce à une victoire à la Bocquaine, patinoire des Phénix de Reims. Lors des deux saisons suivantes, les Corsaires atteignent deux fois les quarts de finale des séries où ils sont éliminés successivement par Lyon puis par Bordeaux en 2011.

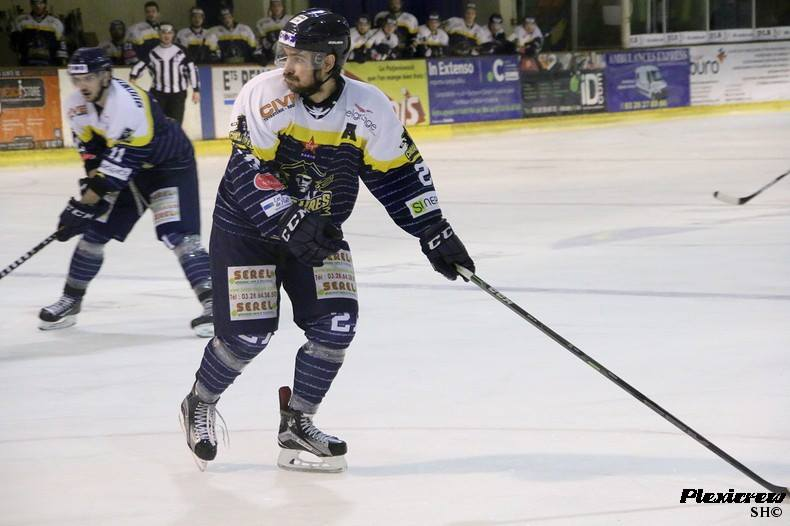
Lionel Simon (2004-2006.)
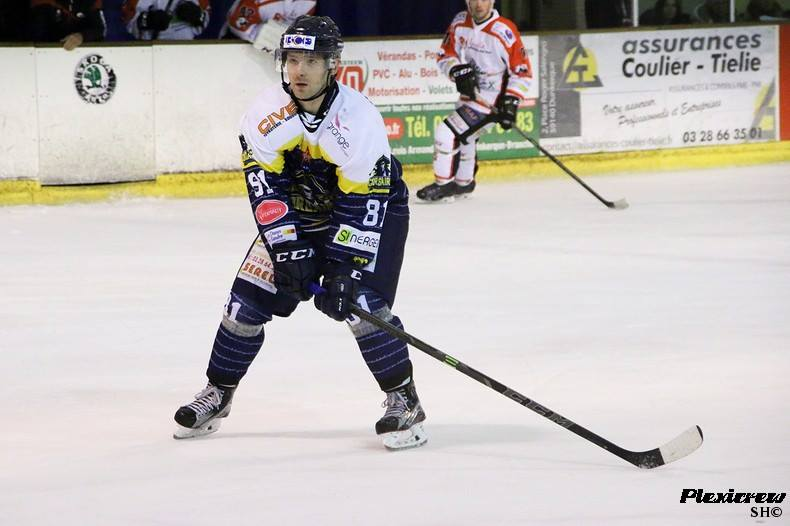
Vít Budínský (Au club depuis 2015.)

### Finaliste de la Coupe de France 2024
Lors de la coupe de France 2023-2024, les Corsaires de Dunkerque réalisent l'exploit d'éliminer deux clubs de Ligue Magnus avec tout d'abord les Jokers de Cergy-Pontoise en huitièmes de finale, puis les Ducs d'Angers en quarts de finale.
Puis les Corsaires se qualifient en finale après une victoire chez les Éléphants de Chambéry (D1) en demi-finale.
Les Corsaires s'inclinent ensuite en finale face aux Brûleurs de Loups de Grenoble.

## Palmarès

### Compétitions nationales
- Championnat de France Division 2 : 2011

## Joueurs

### Effectif
| No    | Nom                  | Nat. | Position       | Arrivée                               |
| ----- | -------------------- | ---- | -------------- | ------------------------------------- |
| +001, | Adrien Vazzaz        |      | Gardien de but | 2019 - Scorpions de Mulhouse          |
| +006, | Mathias Thomas       |      | Défenseur      | 2021 - Gothiques d'Amiens             |
| +007, | Adam Young           |      | Défenseur      | 2014 - Valiants de Manhantanville     |
| +008, | Christopher Klack    |      | Attaquant      | 2023 - Clarkson Golden Knights        |
| +009, | Martin Poirier       |      | Défenseur      | Formé au club                         |
| +010, | Parker Colley        |      | Défenseur      | 2023 - Marian University              |
| +016, | Clément Thomas – C   |      | Attaquant      | Formé au club                         |
| +018, | Joe Winkelmann       |      | Attaquant      | 2023 - Bentley Falcons                |
| +019, | Antoine Torres       |      | Attaquant      | 2023 - Aigles de Nice                 |
| +020, | Romain Carpentier    |      | Attaquant      | 2023 - Corsaire de Nantes             |
| +021, | Pierre Vervoort      |      | Attaquant      | Formé au club                         |
| +028, | Bradley Stonnell     |      | Défenseur      | 2023 - Evansville Thunderbolts        |
| +032, | Corentin Cruchandeau |      | Attaquant      | 2022 - Scorpions de Mulhouse 1997     |
| +060, | Timon Davranche      |      | Attaquant      | 2022 - Diables Rouges de Valenciennes |
| +066, | Joseph Broutin       |      | Attaquant      | 2019 - Dragons de Rouen U20           |
| +071, | Yssah Mensah         |      | Attaquant      | 2021 - Étoile noire Strasbourg        |
| +075, | Léo Bertein          |      | Gardien de but | 2022 - Anglet hormadi                 |
| +081, | Vít Budínský – A     |      | Attaquant      | 2015 - HC Slovan Ústí nad Labem       |
| +094, | Lubomir Dinda – A    |      | Défenseur      | 2020 - sans club                      |

### Capitaines successifs
Voici la liste des capitaines de l'histoire des Corsaires de Dunkerque :
| Période   | Nom du (des) joueur(s)                   | Nationalité(s)  |
| --------- | ---------------------------------------- | --------------- |
| 2003-2010 | Grégory Dubois                           | France          |
| 2010-2012 | François Rozenthal                       | France          |
| 2012-2013 | François Rozenthal Juhamatti Yli-Junnila | France Finlande |
| 2013-2014 | Ghislain Folcke                          | France          |
| 2014-2015 | Francis Ballet                           | France          |
| 2015-     | Clément Thomas                           | France          |

## Logos

Logo utilisé jusqu’en 2010
Logo jusqu’en 2015
Logo actuel

## Bilan saison par saison
| Saison    | Division     | Phases                                                        | Résultats                          | Classement final                     |
| --------- | ------------ | ------------------------------------------------------------- | ---------------------------------- | ------------------------------------ |
| 1998-1999 | Nationale 1  | Poule Nord Poule finale                                       | 3e/8 4e/8                          | 13e                                  |
| 1999-2000 | Nationale 1  | Poule Nord Poule finale                                       | 3e/8 6e/8                          | 15e                                  |
| 2000-2001 | Division 1   | Poule Nord Poule de maintien                                  | 6e/8 6e/7                          | 22e                                  |
| 2001-2002 | Division 1   | Saison régulière                                              | 12e/14                             | 19e · Montée en Super 16 (repêchage) |
| 2002-2003 | Super 16     | Poule nord Poule de maintien                                  | 7e/8 3e/6                          | 11e                                  |
| 2003-2004 | Super 16     | Poule Ouest Poule de maintien                                 | 7e/7 7e/7                          | 15e                                  |
| 2004-2005 | Ligue Magnus | Poule Sud Poule finale                                        | 14e/15 1er/3                       | 13e                                  |
| 2005-2006 | Division 1   | Poule Nord Poule finale Barrage                               | 1er/8 2e/8 Chamonix                | 16e                                  |
| 2006-2007 | Division 1   | Poule Nord Poule de maintien                                  | 8e/8 6e/8                          | 28e · Descente en D2                 |
| 2007-2008 | Division 2   | Poule Est Huitième de finale Quart-de-finale Demi-finale      | 4e/10 Nantes Brest Nice            | 32e                                  |
| 2008-2009 | Division 2   | Poule Nord Huitième de finale Quart-de-finale                 | 2e/10 Font-Romeu Mulhouse          | 33e                                  |
| 2009-2010 | Division 2   | Poule A Huitième de finale                                    | 2e/10 Paris                        | 37e                                  |
| 2010-2011 | Division 2   | Poule A Huitième de finale Quart-de-finale Demi-finale Finale | 2e/10 Meudon Amnéville Cholet Lyon | 29e · Montée en D1                   |
| 2011-2012 | Division 1   | Saison régulière                                              | 11e/14                             | 25e                                  |
| 2012-2013 | Division 1   | Saison régulière Quart-de-finale                              | 7e/14 Lyon                         | 21e                                  |
| 2013-2014 | Division 1   | Saison régulière Quart-de-finale                              | 7e/14 Bordeaux                     | 21e                                  |
| 2014-2015 | Division 1   | Saison régulière                                              | 9e/13                              | 24e                                  |
| 2015-2016 | Division 1   | Saison régulière Quart-de-finale                              |                                    |                                      |